# Arxiu de la Catedral de Sogorb
L'Arxiu de la Catedral de Sogorb és un arxiu que es troba a la ciutat de Sogorb, Alt Palància. Els primers documents que s'hi conserven daten del segle xiii, tot i que no fou fins a finals del segle xvi que sistematitzà la seva organització.

## Fons
Els seus fons documentals contenen documentació històrica catedralícia i del capítol, de l'arxiu diocesà, protocols notarials, parroquials, privats i administratius. Conté també un important fons musical d'ençà el segle xvi fins a l'actualitat.
A principis de 2019 es va iniciar un projecte de digitalització dels fons documentals, que poden consultar-se per internet.
Durant el segle XX s'han descobert alguns documents polifònics del segle xvi, fruit del procés de catalogació i d'identificació de l'autoria d'obres que prèviament es consideraven anònimes, així com una aquarel·la de 1876.